# Karafiáth Jenő
Karafiáth Jenő Frigyes János (Budapest, 1883. július 31. – Budapest, 1952. május 26.) politikus, miniszter, Budapest főpolgármestere.

## Élete
Édesapja dr. Karafiáth Adolf (1850–1887), magyar királyi államvasúti tisztviselő, édesanyja Máder Terézia (1850–1934). Apai nagyszülei Karafiáth Frigyes (1827–1895), a magyar államvasutak főfelügyelője, és Stromszky Mária (1829–1876) voltak. Anyai nagyszülei Máder Ferenc és Novakovics Terézia voltak.
Jogot és bölcsészetet is tanult, majd tisztviselői pályára lépett. 1906-tól a Kincstári Jogügyi Igazgatóságnál dolgozott. 1919 szeptemberétől, a Tanácsköztársaság utáni kormányokban a miniszterelnökségen volt államtitkár. A Magyarország Területi Épségének Védelmi Ligájának egyik alapító tagja volt; ezen fontos szerepet játszott Lázár Andor és Persay Ferenc mellett. Tagja volt a parlamentnek. 1922 és 1931 között volt a képviselőház háznagya. 1920-tól a Magyar Turista Szövetség, 1923-tól az Országos Testnevelési Tanács elnöke is volt. 1932 elején rövid ideig a vallás- és közoktatásügyi miniszteri tárcát is megkapta Károlyi Gyula kormányában. 1937 és 1942 között volt Budapest főpolgármestere. 
Amatőr költő volt, versei megjelentek többek között az Új Idők című folyóiratban is; első verseskötetét Akkordok címmel  1909-ben adták ki. (Ezt követően: Az én dalaim, 1937; Kenesén a kertben, 1942.)